# Coleman Barks

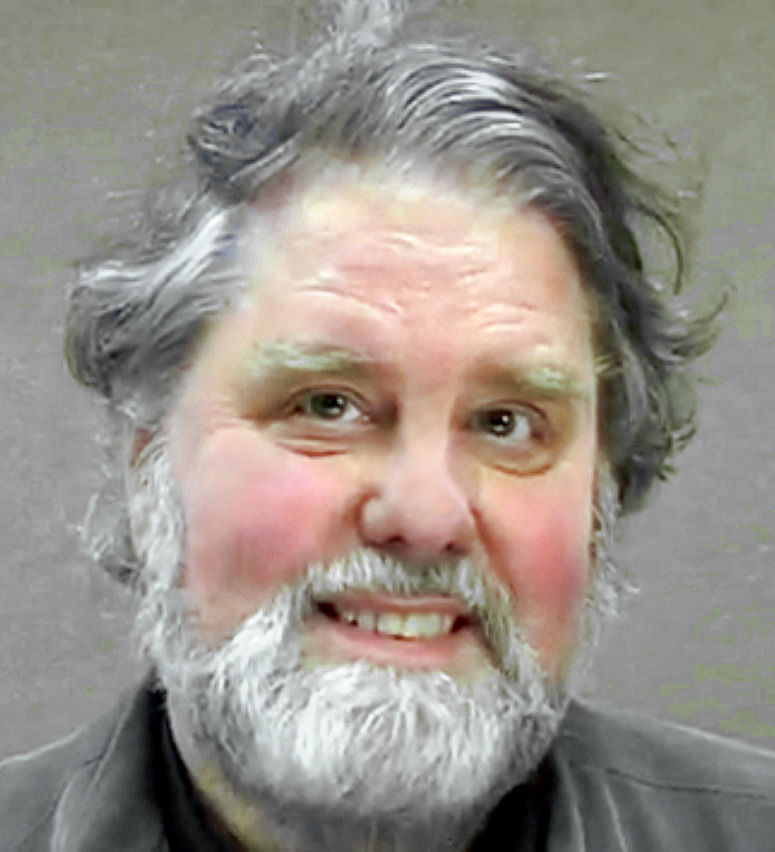
Coleman Barks (2004)

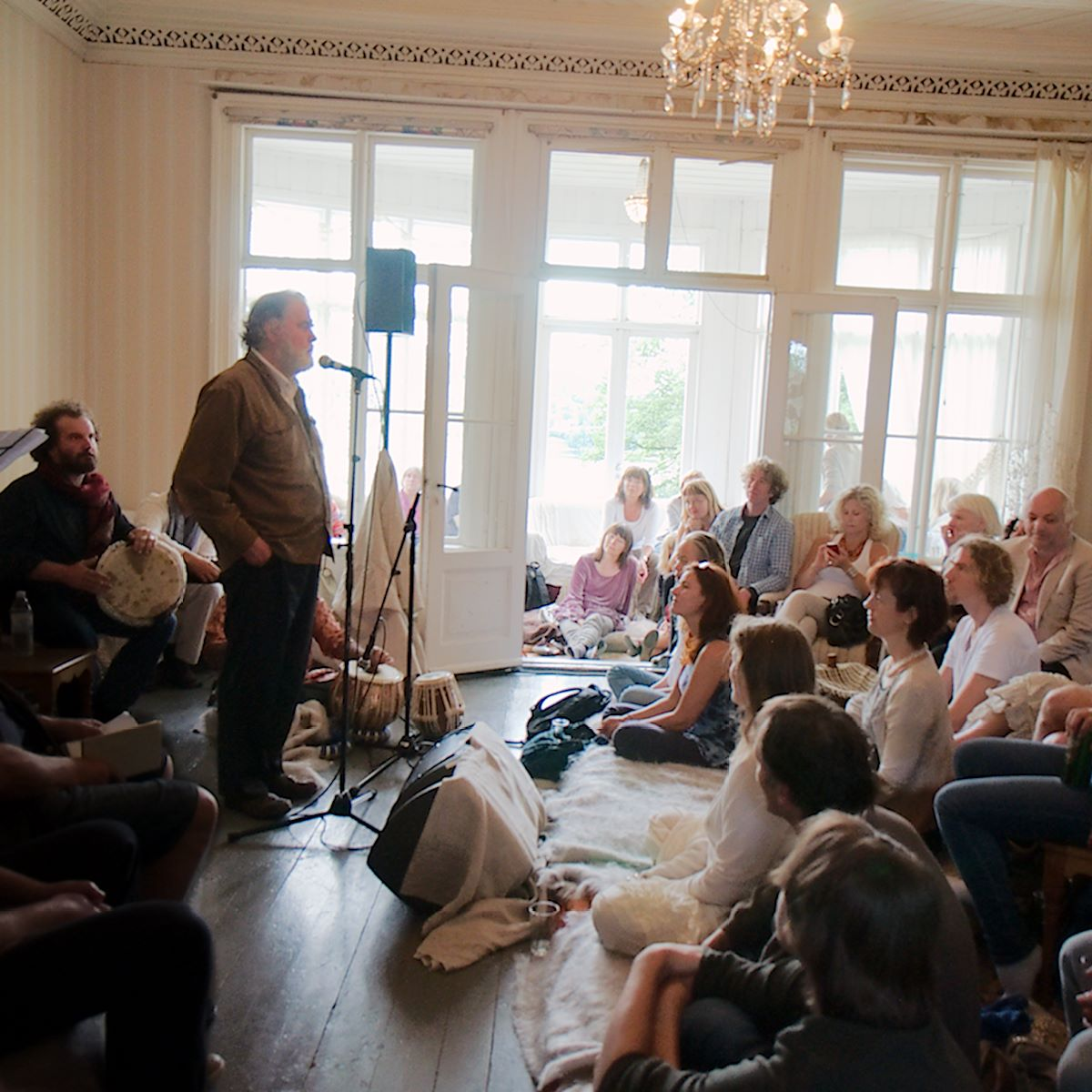
Coleman Barks bei einer Lesung 2011 in Norwegen

Coleman Barks (* 23. April 1937 in Chattanooga, Tennessee) ist ein US-amerikanischer Dichter und Interpret der Werke Rumis und anderer persischer Mystiker.

## Frühes Leben und Ausbildung
Barks wurde in Chattanooga (Tennessee) geboren. Er besuchte die University of North Carolina und die University of California, Berkeley.
Barks lehrte drei Jahrzehnte lang Literatur an der University of Georgia.
Barks war ein Schüler des Sufi-Meisters Scheich Bawa Muhaiyaddeen.

## Rumi Interpretationen
Es war Robert Bly, der Coleman Barks im Jahr 1976 in das Werk von Rumi einführte. Damit begannen Barks Bemühungen, Rumi in der englischsprachigen Welt bekannt zu machen. 
Seine Interpretationen nach der Vorlage der umfassenden Übersetzungen des britischen Iranisten Reynold A. Nicholson (1868–1945) und besonders des großen US Linguisten John Moyne (1921–2014) von der City University of New York ins Englische haben Rumi zum beliebtesten Dichter in den Vereinigten Staaten von Amerika werden lassen und außerdem viel zur Popularisierung des Sufismus in der westlichen Welt beigetragen.
Im Jahr 2004 erhielt Coleman Barks den Juliet Hollister Award für sein Wirken zur Förderung des interreligiösen Verständnisses. Und im Jahr 2006 wurde ihm aufgrund seiner interkulturellen Aktivitäten  von der Universität Teheran der Ehrendoktortitel verliehen.

## Eigene Dichtung
Barks hat auch mehrere Bände seiner eigenen Dichtung publiziert. Dabei nennt er selbst William Wordsworth, Walt Whitman, und Rainer Maria Rilke als für ihn wichtige Quellen der Inspiration.
Sein erster Gedichtband, The Juice, erschien bereits 1972 bei Harper, USA.
Im März 2009 wurde Barks in die Georgia Writers' Hall of Fame aufgenommen.

“[W]ith the Rumi work, I try to get out of the way and disappear, and with my own work, I try to get in the way. I let my shame and ecstasy and disappointment come in, all my emotional states, whereas with Rumi they’re more spiritual states.”